# Люк знаходить награбоване
Люк знаходить награбоване (англ. Luke Locates the Loot) — американська короткометражна кінокомедія режисера Хела Роача 1916 року.

## Сюжет
Люк — детектив, який ловить шахраїв, що займаються грабунками гостей вечірки.

## У ролях
- Гарольд Ллойд — Одинокий Люк
- Бібі Данієлс
- Снуб Поллард
- Біллі Фей
- Фред С. Ньюмейер